# Пардубицький крематорій
Пардубіцький крематорій (чеськ. Krematorium Pardubice) — крематорій у Пардубіце, Чехія. Його спроєктував чеський архітектор Павел Янак у стилі чеського ар-деко та збудував між 1921 і 1923 роками. Проєкт вийшов на основі тендеру, який було відкрито наприкінці 1918 року та відбулося у 1919 році. Проєкт Янака було обрано з 81 архітектурного проєкту.
На дизайн крематорію вплинула старослов’янська міфологія та концепція стародавніх християнських базилік. Janák був натхненний концепцією Пітера Беренса крематорію в Хагені.